# Paul Lynch
Paul Lynch (Limerick, 1977. május 9. –) ír regényíró, aki költői, lírai stílusáról és összetett témák feltárásáról ismert. Eddig öt regénye jelent meg, és több díjat is nyert, köztük a 2018-as Kerry Group Irish Fiction díjat és a 2023-as Booker-díjat a Prophet Song-ért.

## Fiatalkora és tanulmányai
Lynch 1977-ben született a délnyugat-írországi Limerickben; szülei és egész családja Limerickből és Limerick megye más részeiből származik. Kilenc hónapos korában azonban szülei az észak-írországi Ulster tartományba, Donegal megye északi részére költöztek, ahol felnevelkedett. Az Ulster északi partvidékén fekvő félszigeten, Inishowen északi részén telepedtek le, Lynch pedig gyermek- és tinédzserkorát Malin Headben, majd később Carndonaghban töltötte. Szülei azért költöztek Inishowenbe, mert apja az akkori Coast and Cliff Rescue Service-nél (CCRS) dolgozott, amelyből később, 1991-ben az Irish Marine Emergency Service (IMES; ma Ír Parti Őrség) lett. Édesanyja felnőttoktató volt, és Paul a szülei három gyermeke közül a legidősebb.
Lynch 1995 óta nem él Donegal megyében. Angol és filozófia szakon tanult a dublini University College-ban (UCD), de nem végzett. Régóta Dublinban él, ahol korábban a Sunday Tribune főszerkesztő-helyettese és főfilmkritikusa volt, mielőtt a szépirodalom írására váltott.

## Írói pályafutása
Red Sky in Morning című debütáló regénye hat londoni kiadó árverésén talált gazdára, és elismerést szerzett neki az Egyesült Államokban és Franciaországban, ahol a könyv a Prix du Meilleur Livre Étranger (Legjobb külföldi könyv díja) franciaországi döntőjébe került. A regényt egy televíziós dokumentumfilm ihlette, amely a Duffy's Cut feltárásáról szólt, egy Philadelphia melletti helyről, ahol az 1830-as években jelöletlen tömegsírban találtak ír emigránsokat, főként Ulsterből. A kivándorlás, a rasszizmus és a brutalitás témáit járja körül, és az NPR munkatársa, Alan Cheuse úgy jellemezte, mint egy „lapidáris fiatal mester” munkáját.
Lynch második regénye, a The Black Snow egy ír emigráns visszatérését írja le szülőközösségébe, Donegal megyébe, ami majd tragédiába torkollik, amikor kigyullad egy faház. A regényt számos díjra jelölték, és elnyerte a legjobb külföldi regénynek járó Prix Libr'à Nous franciaországi díjat. A The Sunday Times Ireland című napilapban Theo Dorgan „jelentős eredménynek” nevezte a könyvet.
Harmadik regénye, a Grace (2017) egyszerre fejlődésregény és pikareszk, amely az írországi éhínség idején játszódik, és egy fiatal lány túlélésért folytatott küzdelmét meséli el. A regény elnyerte a Kerry Group Irish Novel of the Year díját, és több díjra is jelölték, köztük a The Walter Scott Prize for Historical Fiction díjra. A The New York Times kritikájában a következőket írta: „Lynch biztos lábakon álló kötéltáncos... buja, költői prózája [a Grace-ben] szándékosan és fájdalmasan ellentétesen hat az éhínség valóságával szemben.”
Lynch negyedik regényét, a Beyond the Sea-t (2019) egy valós esemény ihlette, és két hajótörött egzisztenciális története, amely egy Csendes-óceánon lévő hajón játszódik. A regényt több kritikus Ernest Hemingway, Samuel Beckett, Herman Melville, William Golding, Dosztojevszkij és Pablo Neruda műveihez hasonlította, és 2022-ben elnyerte a francia Prix Gens de Mers díjat.
Prophet Song című ötödik regényét „Írország fasiszta állammá válásának hátborzongató tanulmányaként” jellemezték. A The New York Times szerint a regény Írországban és Nagy-Britanniában vegyes kritikákat kapott első megjelenésekor. A The Guardian „stilisztikai és politikai szempontból is lenyűgöző regényként” jellemezte a Prophet Songot, és elnyerte a 2023-as Booker-díjat.
2024-ben a Maynooth Egyetem megtisztelte Lynch-et a Kiváló Írói Ösztöndíjas (Distinguished Writing Fellow) kitüntető címmel, melynek révén irodalmi szaktudását az angol tanszéken fogja átadni, hozzájárulva a jövő íróinak fejlődéséhez a kreatív írás MA programjában.

## Témái és irodalmi stílusa
Lynch regényei gyakran az emberi lélek megpróbáltatásaira összpontosítanak, és metafizikai és egzisztencialista témákat vizsgálnak ír és egzotikus helyszíneken egyaránt. Munkáiban olyan témákat vizsgál, mint az elidegenedés, az elmozdulás, a szenvedés, a valóság, a hit, a vallás és a transzcendencia, valamint az emlékezetről és az identitásról szóló meditációk.
Lynch írását „merésznek, grandiózusnak, hipnotikusnak” nevezték, és olyan szerzőkhöz hasonlították, mint Cormac McCarthy, William Faulkner, Herman Melville, Seamus Heaney és Samuel Beckett. Dicsérték, hogy képes a költői nyelvezetet a rideg realizmussal ötvözni, és hogy meglátásai az emberi állapotról szólnak. Nemzedékének egyik legjelentősebb ír ír írójaként tartják számon.

## Magánélete
Két gyermeke van, és külön él a feleségétől.

## Díjai
- 2014: Prix du Meilleur Livre Étranger(wd)[7]
- 2016: Prix des Lecteurs Privat[7]
- 2016: Prix Libr'à Nous for Best Foreign Novel[7]
- 2018: Kerry Group Irish Novel of the Year Award(wd)[13]
- 2020: Ireland Francophonie Ambassadors' Literary Award[29]
- 2022: Prix Gens de Mer[30]
- 2023: Booker Prize[31]

## Regények
- Lynch, Paul. Red Sky in Morning. London: Quercus (2013)
- Lynch, Paul. The Black Snow. London: Quercus (2014)
- Lynch, Paul. Grace. London: Oneworld Publications (2017)
- Lynch, Paul. Beyond the Sea. London: Oneworld Publications (2019)
- Lynch, Paul. Prophet Song(wd). London: Oneworld Publications (2023)
  - A próféta éneke (Prophet Song) – Helikon, Budapest, 2025 · ISBN 9789636206475 · Fordította: Bartók Imre

## Fordítás
- Ez a szócikk részben vagy egészben  a   Paul Lynch (writer) című angol Wikipédia-szócikk ezen változatának fordításán alapul.  Az eredeti cikk szerkesztőit annak laptörténete sorolja fel. Ez a jelzés csupán a megfogalmazás eredetét és a szerzői jogokat jelzi, nem szolgál a cikkben szereplő információk forrásmegjelöléseként.